# هاي أون لايف
هاي أون لايف (بالإنجليزية: High on Life )‏ هي لعبة تصويب منظور الشخص الأول كوميدية من تطوير شركة سكوانش غيمز، صدرت اللعبة بتاريخ 25 أكتوبر 2022 على أجهزة مايكروسوفت ويندوز، إكس بوكس ون وإكس بوكس سيريس إكس وسيريس إس.